# Spirit Trap
Spirit Trap (em Portugal, Espíritos Traiçoeiros, no Brasil, A Armadilha dos Espíritos) é um filme de terror e suspense realizado em Agosto de 2005, no Reino Unido. O seu elenco é constituído por Billie Piper, Luke Mably, Emma Catherwood, Sam Troughton e Alsou. O filme foi escrito por Phil O'Shea, realizado por David Smith e produzido por Susie Brooks-Smith. Este tem a duração de 91 minutos.

## Sinopse
Uma inexplicável sucessão de acontecimentos têm início quando cinco estudantes se mudam para uma velha mansão e põem um misterioso relógio a funcionar. À medida que a história se vai desenrolando, os segredos obscuros de cada estudante vão sendo descobertos, e a fronteira entre o mundo real e a vida depois da morte deixa de ser clara. Conseguirão eles encontrar uma forma de escapar da mansão ou ficarão presos com os espíritos para sempre?

## Elenco
- Billie Piper .... Jenny
- Luke Mably .... Tom
- Emma Catherwood .... Adele
- Sam Troughton .... Nick
- Alsou .... Tina